# 高島屋時代廣場
高島屋時代廣場（タカシマヤタイムズスクエア），或又常被稱為「新宿高島屋Times Square」，是一位於日本東京都澀谷區新宿地區，由高島屋經營、內設購物商場與百貨公司等施設的複合商業建築。1996年10月4日開業，臨近新宿車站新南口。

## 構成店舖
高島屋、東急手創館、HMV、紀伊國屋書店、宜得利等各店舖。在開業時就已進駐的租戶中，Joypolis與IMAX電影院已撤退，換成倍適得電器（ベスト電器）新宿高島屋店與電影院「Theatre Times Square」。
- 租戶

12F～14F：「Restaurant Park」、「Theatre Times Square」
11F：UNIQLO
1F～7F：東急手創館

## 外部連結
- 高島屋時代廣場
- 新宿高島屋 （页面存档备份，存于）
- 東急hands新宿店 （页面存档备份，存于）
- HMV日本 （页面存档备份，存于）
- 紀伊國屋書店新宿南店